# Marvin Ogunjimi
Marvin Olalekan Ogunjimi (Malinas, 12 de octubre de 1987), más conocido como Marvin Ogunjimi, es un exfutbolista belga que jugaba como delantero.

## Trayectoria
Marvin Ogunjimi debutó con el K. R. C. Genk en la temporada 2005-06. En 2007 se fue cedido a jugar al RKC Waalwijk, con quien jugó 27 partidos en los que anotó un total de 10 goles. A su regreso a Genk se convirtió en un jugador importante para el equipo belga ayudando a su club a ganar varios títulos incluyendo el título de la Pro League en la temporada 2010-11. A mediados de 2011 fue transferido al R. C. D. Mallorca, exactamente el último día del mercado de traspasos siendo así el último jugador inscrito en la Primera División en la temporada 2011-12.
Se le relacionó con clubes como el Compostela, el Son Ferriol, Sant Joan CE, o el Polideportivo Ejido pero finalmente decidió volver a la liga belga.

## Selección nacional
El 8 de octubre de 2010 debutó con Bélgica contra Kazajistán en Astaná, entrando al terreno de juego en la segunda mitad y siendo el autor de los dos goles del partido que acabó en una victoria 2-0 para su selección.

## Clubes
| Club                         | País          | Año       |
| ---------------------------- | ------------- | --------- |
| K. R. C. Genk                | Bélgica       | 2004-2011 |
| RKC Waalwijk (cedido)        | Países Bajos  | 2007-2008 |
| R. C. D. Mallorca            | España        | 2011-2014 |
| Standard de Lieja (cedido)   | Bélgica       | 2012      |
| K. Beerschot AC (cedido)     | Bélgica       | 2013      |
| Oud-Heverlee Leuven (cedido) | Bélgica       | 2013-2014 |
| Strømsgodset IF              | Noruega       | 2014-2015 |
| Suwon F. C.                  | Corea del Sur | 2016      |
| Ratchaburi F. C.             | Tailandia     | 2016      |
| Skënderbeu Korçë             | Albania       | 2016-2017 |
| F. C. Okzhetpes              | Kazajistán    | 2017      |
| MVV Maastricht               | Países Bajos  | 2017-2018 |
| F. C. Dinamo Brest           | Bielorrusia   | 2018      |
| Saigon F. C.                 | Vietnam       | 2018      |
| Lierse Kempenzonen           | Bélgica       | 2019      |
| Patro Eisden Maasmechelen    | Bélgica       | 2019-2020 |
| RAEC Mons                    | Bélgica       | 2021-2022 |

## Palmarés

### Campeonatos nacionales
| Título                      | Club         | País    | Año  |
| --------------------------- | ------------ | ------- | ---- |
| Copa de Bélgica             | K. R C. Genk | Bélgica | 2009 |
| Primera División de Bélgica | K. R C. Genk | Bélgica | 2011 |
| Supercopa de Bélgica        | K. R C. Genk | Bélgica | 2011 |